# Бонферрони, Карло Эмилио
Карло Эмилио Бонферрони (итал. Carlo Emilio Bonferroni; 28 января 1892 года, Бергамо — 18 августа 1960 года, Флоренция) — итальянский математик, профессор Флорентийского университета (1933—1960). Основные труды — по финансовой математике, но среди полученных результатов, ныне носящих его имя — неравенства Бонферрони и поправка Бонферрони, — имеющие большие значение для теории вероятностей и математической статистике в целом.

## Биография
Учился в Туринской консерватории по классам дирижирования и фортепиано, но впоследствии по настоянию отца перешёл в Туринский университет, где получил степень бакалавра (итал. laurea) под руководством Пеано и Сегре. Во время учёбы обнаружил ошибку в «Элементах теории вероятностей» Бореля в изложении задачи о подбрасывании монеты, написал автору, и, хотя не получил ответ, ошибка во втором издании была исправлена. После защиты докторской диссертации в течение года проходил обучение в Венском университете и Венской технической школе. Во время Первой мировой войны с 1914 по 1918 год служил офицером в инженерных войсках.
После войны занял должность доцента (итал. incaricato) в Туринском политехническом университете, преподавал анализ, геометрию, механику. Благодаря сотрудничеству с Филадельфо Инсолерой (итал. Filadelfo Insolera) заинтересовался финансовой математикой, в 1921 году опубликовал статью об абсолютной и относительной вероятностях в финансах, а в 1923 году по рекомендации Инсолеры возглавил кафедру финансовой математики в Экономическом институте Бари, где проработал 10 лет, из которых семь лет занимал пост ректора. В 1928 году был делегатом на VIII Международном конгрессе математиков в Болонье.
В 1933 году перешёл во Флорентийский университет на факультет экономики и бизнеса, где работал до последних дней. В учебные годы с 1944/45 по 1948/49 был деканом факультета; также вёл аналитическую геометрию и математический анализ на архитектурном факультете, приглашался преподавателем статистики в миланский Университет Боккони.
Был президентом отделения физико-математических и естественных наук Тосканской академии наук и литературы Ла-Коломбария (итал. Accademia toscana di scienze e lettere La Colombaria), членом Итальянского общества актуариев, членом Итальянского общества экономической демографии и статистики (итал. Società italiana di economia demografia e statistica; SIEDS).

## Вклад
В 1928 году на Международном конгрессе математиков Кантелли (итал. Francesco Paolo Cantelli) в обратил внимание Бонферрони на неравенство Буля, дающее верхнюю оценку вероятности хотя бы одного проявления случайного события в конечной или счётной серии событий (не превосходит сумму вероятностей каждого из событий серии). 1936 году Бонферрони нашёл способ оценки нижней и верхней границы в конечном случае — для событий {\displaystyle {\big (}A_{i}{\big )}_{i=1}^{n}} с вероятностями {\displaystyle \mathbb {P} A_{i}} и суммами пересечений их вероятностей:
{\displaystyle S_{1}=\sum \limits _{i=1}^{n}\mathbb {P} A_{i}},
{\displaystyle S_{2}=\sum \limits _{1\leqslant i_{1}<i_{2}\leqslant n}\mathbb {P} {\big (}A_{i_{1}}\cap A_{i_{2}}{\big )}},
…
{\displaystyle S_{k}:=\sum \limits _{1\leqslant i_{1}<\cdots <i_{k}\leqslant n}\mathbb {P} {\big (}A_{i_{1}}\cap \cdots \cap A_{i_{k}}{\big )}} для всех {\displaystyle k\leqslant n},
для чётного {\displaystyle K\leqslant n} имеет место:
{\displaystyle \sum _{j=1}^{K}(-1)^{j-1}S_{j}\geqslant \mathbb {P} {\Big (}\bigcup _{i=1}^{n}A_{i}{\Big )}=\sum _{j=1}^{n}(-1)^{j-1}S_{j}}
и для нечётного {\displaystyle K\leqslant n}:
{\displaystyle \sum _{j=1}^{K}(-1)^{j-1}S_{j}\leqslant \mathbb {P} {\Big (}\bigcup _{i=1}^{n}A_{i}{\Big )}=\sum _{j=1}^{n}(-1)^{j-1}S_{j}}.
При {\displaystyle K=1} неравенства обращаются в неравенство Буля для конечного случая. Известность результат получил благодаря выпущенной в 1940 году книге Мориса Фреше, состоявшего в переписке с Кантелли, а широкое распространение в англоязычной среде — благодаря первому тому книги Феллера «Введение в теорию вероятностей и её приложения», первое издание которого состоялось в 1950 году (при этом Феллер сослался только на монографию Фреше). В дальнейшем результат получил ряд обобщений, направление получило название неравенства типа Бонферрони.
В 1961 году Оливия Данн (англ. Olive Jean Dunn) на основе неравенства Бонферрони разработала и обосновала метод снижения ложноположительных результатов, названный ей поправкой Бонферрони, тем самым распространив значение результата на математическую статистику.
Среди других работ, повлиявших на развитие математической статистики — введение индекса концентрации Бонферрони — более тонкой альтернативы коэффициенту Джини.

## Избранная библиография
Среди выделяемых основных публикаций — 16 статей и одна книга посвящены финансовой математике, 30 статей и одна книга — теории вероятностей и математической статистике, 13 работ — по анализу, геометрии и механике.
Книги:
- Bonferroni C. E. Elementi di Statistica Generale (итал.). — Milano: Universita Bocconi, 1927—1928. (в книге описан индекс концентрации Бонферрони; в 1941 году вышло второе издание)
- Bonferroni C. E. Elementi di analisi matematica (итал.). — Padova: Cedam, 1933—1934. (в 1957 вышло второе издание)
- Bonferroni C. E. Fondamenti di Matematica Attuariale (итал.). — Tornio: Gili, 1935—1936. — 650 p. (в 1940 и 1953 годах вышло второе и третье издание)

Некоторые статьи:
- Bonferroni C. E. Sui sistemi lineari di quadriche (итал.) // Atti della R Accademia delle Scienze. — 1915. — первая публикация в научном журнале
- Bonferroni C. E. A proposito di alcune soluzioni per problemi di probabilità (итал.) // Saggi di Astronomia. — 1917. — Zbl 45.0900.06.
- Bonferroni C. E. Probabilità assolute, relative, di processione (итал.) // Giornale di Matematica Finanziaria. — 1921. — V. 3. — P. 1–15. — первая публикация по финансовой математике
- Bonferroni C. E. Schemi teorici e dispersione. (итал.) // Giornale degli Economisti. — 1924. — P. 396–411.
- Bonferroni C. E. On the measure of variation of a collectivity (англ.) // Journal of the Institute of Actuaries. — 1928. — Iss. 59. — P. 62–65.
- Bonferroni C. E. Teoria statistica delle classi e calcolo delle probabilità (итал.) // Pubbl. D. R. Ist. Super. Di Sci. Econom. E Commerciali di Firenze. — 1936. — V. 8. — P. 1–62. — Zbl 0016.41103. — публикация с неравенствами Бонферрони
- Bonferroni C. E. Di uno speciale determinante formato con determinanti di Grama di Landsberg (итал.) // Bollettino dell’Unione Matematica Italiana. — 1940. — P. 115–121. — Zbl 0024.02502. — публикация с результатами по функциональному анализу
- Bonferroni C. E. Corrélation et interpolation (фр.) // Journal de la Société Hongroise de Statistique. — 1941. — Zbl 2505076.
- Bonferroni C. E. Sull’accumulo per inseguimento (итал.) // Giornale di Matematica Finanziaria. — 1954. — V. 12. — P. 56–63.
- Bonferroni C. E. La densità di probabilità come flusso di probabilità (итал.) // Annali di Matematica pura ed applicata, Serie IV. — 1959. — V. 48. — P. 387–402.